# El Puit de Miravé
El Puit de Miravé és una masia situada al municipi de Pinell de Solsonès, a la comarca catalana del Solsonès.
Està situada a 837 m d'altitud.